# فرنچتاون (محدوده ثبت‌نشده)، مریلند
فرنچتاون (به انگلیسی: Frenchtown) یک منطقهٔ مسکونی در ایالات متحده آمریکا است که در شهرستان سیسیل، مریلند واقع شده‌است. فرنچتاون ۶٫۱ متر بالاتر از سطح دریا قرار دارد.